# Ох и золотая табакерка
«Ох и золотая табакерка» (бел. Ох і залатая табакерка) — белорусская народная сказка.

## Сюжет
Ох — предлагаемый фольклористом М. Федеровским добрый божок, который может помогать людям. Достаточно только произнести в отчаянии «Ох…», как старичок появится перед человеком и поможет ему. Такой персонаж существовал в поверьях на самом деле, что подтверждается настоящей сказкой.
В сказке рассказывается о сироте Янка, сыне лесника, который жил жил один в лесу в родительском доме. Держал он у себя доброго пёстрого котика, который всегда был при хозяине. Однажды пошёл Янка собирать вместе с котом хворост. От усталости произнёс: Ох! — и присел на пенёк. На этот его возглас перед сиротой появился маленький старичок с длинной бородой, который мог исполнить любое желание. Янка просто попросил у него еду, после чего пошёл домой.
Таким образом Янка много раз обращался к старику, который, будучи старым, устал, и передал ему золотую табакерку, при открытии которой появляется слуга Оха и исполняет любые желания. Вырос юноша и решил посмотреть свет, взяв с собой табакерку. Во время путешествия он спасает серебряную рыбку, выброшенную морем на берег; потом — серую мышку, которую чуть не съел кот, которую Янка забрал с собой. Наконец повстречалась мо́лодцу рыбачья хижина, в которую он попросился переночевать. От хозяина хижины Янка узнал историю о том, что из находящегося неподалёку дворца морской змей, унёс на свой заколдованный остров дочку короля. И король объявил — кто вернет ему дочь, за того и выдаст её замуж вместе с частью королевства.
Янка пообещал королю, что спасёт его дочь — и он действительно это выполнил, убив змея, опять-таки при помощи слуги из золотой табакерки. Выдал король за Янку королевну, которой очень не понравилось быть женой простолюдина. Она хитростью узнала о золотой табакерке, попросила Янку построить мост в змеевый замок и стала там жить. Однажды, когда Янка забыл табакерку дома и ушёл на охоту, с помощью слуги из табакерки она разрушила этот мост.
Очень расстроенному Янке помогли его верные друзья: кот и мышка, забравшие табакерку у королевны, а также серебряная рыбка, доставшая со дна табакерку, которую мышь обронила в море. Взял Янка свою табакерку, и, не возвращаясь к королевне в замок, снова пошёл путешествовать по свету со своим котиком и мышкой.

## В культуре
Белорусская поэтесса Людмила Симанёнок по мотивам этой сказки создала спектакль в Витебском белорусском театре «Лялька».